# Градо
Градо (итал. Grado, словен. Gradež, у месном говору Gravo) град је у североисточној Италији. То је познати градић округа Горица у оквиру италијанске покрајине Фурланија-Јулијска крајина.
Градо се сматра најсевернијим градом на Јадрану. Некада рибарско насеље данас је познато приморско летовалиште.

## Природне одлике
Град Градо налази се у североисточном делу Италије, 50 км западно од Трста, седишта покрајине. Градо се сматра најсевернијим градом на Јадрану, а позадини се пружа мочварно подручје источне Падске низије. Код Града се речица Нотисоне улива у море.
Градо је изграђен у облати мочваре. Због исушивања кроз насеље је прокопано више канала, па град личи на „малу Венецију“.

## Историја
Као приморски град, ово место је почело да добија на значају током 5. века, у време вараварских упада у северну Италију, када је почело да служи као прибежиште избеглицама из угоржених градова у залеђу. Када су Лангобарди заузели оближњу Аквилеју, тадашњи аквилејски митрополит Павлин се 568. године склонио у Градо. Од тог времена, ово место је постало резиденција аквилејских митрополита, који су се временом прозвали и патријарсима. Пошто је насупрот њима накнадно обновљена и супарничка јурисдикција у старој Аквилеји, градешки огранак Аквилејске патријаршије је временом постао познат и као Градешка патријаршија, која је постојала све до 1451. године.

## Становништво
Према резултатима пописа становништва 2011. у општини је живело 8.462 становника.
| 1931. | 1936. | 1951. | 1961. | 1971.  | 1981. | 1991. | 2001. | 2011. |
| ----- | ----- | ----- | ----- | ------ | ----- | ----- | ----- | ----- |
| 5.896 | 6.005 | 8.733 | 9.666 | 10.043 | 9.808 | 9.073 | 8.728 | 8.462 |

Градо данас има око 8.500 становника, махом Италијана. Током протеклих деценија број градског становништва стагнира. 

## Партнерски градови
- Sankt Lorenzen bei Knittelfeld
- Feistritz bei Knittelfeld

## Галерија
- Црква св. Евфемије
- Градско купалиште
- Вила Бјанки
- Марина у Граду